# Blasius Kurz
Blasius (Blaise) Sigibald Kurz (* 3. Februar 1894 in Sontheim; † 13. Dezember 1973 in Waldsassen) war ein deutscher Franziskaner (OFM) und römisch-katholischer Bischof.

## Leben
Sigebald (auch: Sigibald) Kurz trat 1914 in die Bayerische Ordensprovinz des  Franziskanerordens ein und erhielt den Ordensnamen Blasius. Am 21. Dezember 1919 empfing er die Priesterweihe. Ab 1923 wirkte er für zehn Jahre als Missionar in China. Am 11. Juli 1939 wurde er zum Apostolischen Vikar von Kokstad (Südafrika) ernannt und am 29. Oktober 1939 in Rom von Papst Pius XII. persönlich zum Titularbischof von Terenuthis ordiniert. 1946 legte er sein Amt als Apostolischer Vikar nieder und kehrte nach Deutschland zurück. Am 21. Mai 1948 erhielt er die Ernennung zum Apostolischen Präfekten von Yongzhou (Lingling) in China, wurde dort jedoch bald durch die Kommunisten an der Ausübung seines Amtes gehindert und wie alle ausländischen Missionare aus China vertrieben.
Ab 1951 ist er als Blaise S. Kurz in den USA nachgewiesen und betreute dort katholische Flüchtlinge aus China. 1962–1965 nahm er am Zweiten Vatikanischen Konzil teil. In Amerika wurde er Bischof-Moderator des 1964 entstandenen altritualistischen Catholic Traditionalist Movement und unterstützte dessen Gründer, Gommar A. DePauw († 6. Mai 2005), im Kampf um die Bewahrung der sogenannten Tridentinischen Liturgie. 1967 erbat DePauw für Bischof Kurz von Papst Paul VI. vergeblich die Erlaubnis, amerikanische Altritualisten zu Bischöfen zu weihen. 
1969 kehrte Kurz nach Deutschland zurück und wirkte als Seelsorger im Altenheim St. Martin in Waldsassen (Oberpfalz). Wenige Monate vor seinem Tod ordinierte der Apostolische Präfekt Blasius Kurz am 21. September 1973 in Egg ZH den konservativen deutschen Theologen Günther Storck zum Priester, der sich später zunächst Marcel Lefebvre und dann M. L. Guérard des Lauriers anschloss. Bereits 1970 hatte Kurz den Schweizer Altritualisten Felix C. Jeker (1944–1990) zum Priester seiner nominell noch bestehenden Apostolischen Präfektur geweiht, der als deren Priester vom Angelicum im Fach Kirchenrecht promoviert wurde.
Bischof Kurz wurde in der Franziskaner-Grabstätte auf dem Nürnberger Südfriedhof beigesetzt.